# Uppslaget
Uppslaget (tidigare kallat Svepet) var ett svenskt oadresserat direktreklamblad från Postnord. Det var rikstäckande i Sverige och delades ut två dagar i veckan (måndagar och torsdagar tillsammans med oadresserad direktreklam) till omkring 3 miljoner svenska hushåll. Det sista numret av uppslaget delades ut vecka 14 2023.
Förutom reklam innehöll Uppslaget ibland diverse faktauppgifter, en kortare intervjuspalt och en sudoku- eller korsordstävling.
Torsdagens baksida av Uppslaget kallades tidigare Plusset och var en reklamsida i samarbete med TV4. Plusset innehöll reklamannonser med erbjudanden och eventuella rabattkuponger från olika företag. Plusset exponerades även på TV4 och på en kampanjwebbplats.